# Georges Charpak
Georges Charpak [ˈʒɔʁʒ ʃaʁˈpak] (ukr. Гео́ргій Харпа́к, polj.  Jerzy Charpak) (nekad Dąbrowica, Poljska – danas Dubrovycja, Ukrajina, 8. ožujka 1924. – Pariz, 29. rujna 2010.) francuski fizičar poljskoga podrijetla. Diplomirao (1948.) i doktorirao (1954.) u Parizu. Bavio se fizikom elementarnih čestica, a istraživanja je uglavnom obavljao u CERN-u (od 1959. do 1991.). Prvi je u pokusima na srednjim i visokim energijama (1962.) počeo primjenjivati detektore koji daju podatak (informaciju) o mjestu gdje je elementarna čestica pogodila detektor. Za doprinose u razvoju novih detektora u fizici čestica, posebno za višežičnu proporcionalnu komoru ili višeanodni proporcionalni brojač (eng. Multi-Wire Proportional Chamber ili MWPC), dobio je Nobelovu nagradu za fiziku (1992.), što predstavlja usavršeni oblik Geigerovog brojača i proporcionalnog brojača. Član Francuska akademija znanostiFrancuske akademije znanosti (od 1985.).

## Životopis
Georges Charpak se rodio u židovskoj obitelji u selu Dąbrowici u nekadašnjoj Poljskoj, a to je danas selo Dubrovycja u Ukrajini. Kada je imao 7 godina, njegova obitelj se preselila u Pariz. Za vrijeme Drugog svjetskog rata, bio je član Francuskog pokreta otpora, da bi 1943. završio u zatvoru Višijske vlade. 1944. je prebačen u nacistički sabirni logor u Dachau, gdje je i dočekao kraj rata 1945. Te godine je započeo studirati sveučilište za rudarstvo u Parizu i postaje francuski građanin. 1954. je obranio doktorat iz nuklearne fizike, dok je radio u labaratoriju koji je vodio Frédéric Joliot-Curie.
Od 1959. radi u CERN-u u Ženevi. Tu je Georges Charpak sa suradnicima razvio 1968. višeanodni proporcionalni brojač, u kojem je niz usporednih tankih žica (anoda), bilo razapeto simetrično, između dviju paralelnih ploča (katoda), za što je dobio Nobelovu nagradu za fiziku 1992. Prolaskom neke čestice ionizirajućeg zračenja kroz sustav (okomito na ravninu anoda), stvaraju se parovi elektron-ion u području dviju anodnih žica, uz koje se sekundarnom ionizacijom (kao i u običnom proporcionalnom brojaču), stvara lavina parova elektron-ion. Omjer električnih impulsa na dvjema anodama je mjera mjesta prolaska čestica između njih. Kako je razmak žica malen (oko 2 mm), moguće je u dimenziji okomito na anode, odrediti položaj putanje električki nabijene čestice s točnošću oko 0,5 mm.
Od 1980. radi kao profesor fizike na sveučilištu u Parizu. Georges Charpak je bio veliki zagovornik za primjenu nuklearne energije u Francuskoj.